# سمامة فضية الخلف
سمامة فضية الخلف (الاسم العلمي: Hirundapus cochinchinensis) هو نوع من فصيلة سمامة.